# رابرت اشنایدر (دوچرخه‌سوار)
رابرت اشنایدر (انگلیسی: Robert Schneider؛ زادهٔ ۱۷ ژانویهٔ ۱۹۴۴) دوچرخه‌سوار اهل ایالات متحده آمریکا است. وی در بازی‌های المپیک تابستانی ۱۹۷۲ شرکت کرده است.